# 리퉁구

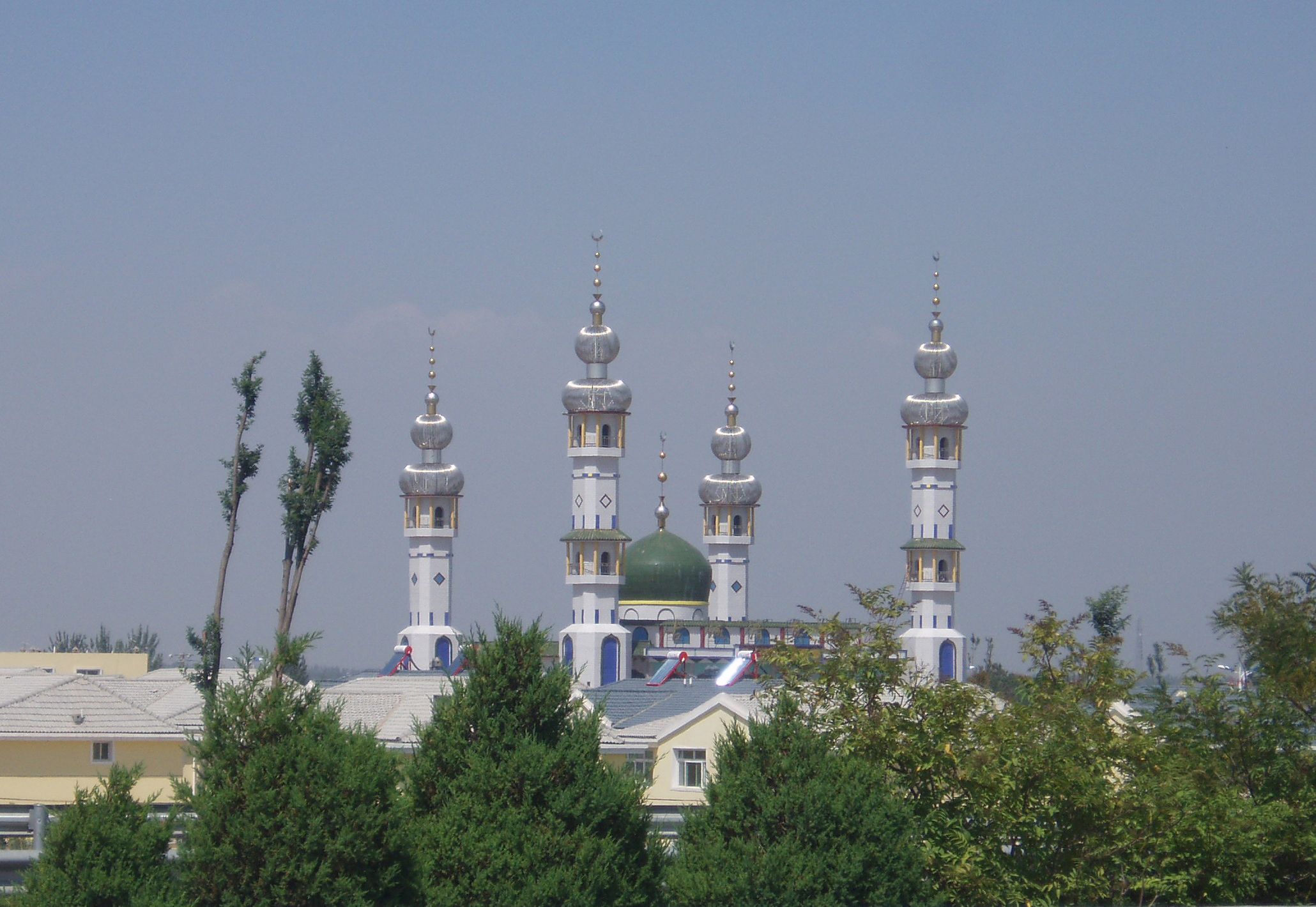

리퉁구(한국어: 이통구, 중국어: 利通区, 병음: Lìtōng Qū)는 중국 닝샤 후이족 자치구 우중 시의 현급 행정구역이다. 넓이는 1,314km2이고, 인구는 2007년 기준으로 360,000명이다.
황하의 기슭에 위치하여 리퉁 구는 농산품으로 유명하다. 쌀 관련 제품이 가장 유명하다. 1998년부터 구의 관개국과 호하이 대학은 팀을 이루어 높은 생산성을 가진 관개 기술을 벼농사에 적용하기 위한 연구를 시작했다.

## 행정 구역
8개 진, 4개 향을 관할한다.
- 진: 古城镇, 上桥镇, 胜利镇, 金星镇, 金积镇, 金银滩镇, 高闸镇, 扁担沟镇.
- 향: 东塔寺乡, 板桥乡, 马莲渠乡, 郭家桥乡.